# Normanniske invasion af Wales
Den normanniske invasion af Wales begyndte kort efter den normanniske erobring af England under Vilhelm Erobreren, der mente at han havde ret til England via sine forfædre. Til at begynde med (1067–1081) blev invasionen ikke gennemført med samme intenticitet som erobringen af England. En langt større normannisk invasion begyndte dog i 1081, og i 1094 var størstedelen af Wales under den senere Vilhelm 2.s kontrol, der var Vilhelms søn og arvings kontrol. Waliserne brød sig ikke om de "ondskabsfulde" normannere, og i 1101 havde de genvundet kontrollen med en større del af deres land under kong Gruffudd ap Cynans lange styre, der var blevet fængslet af normannerne i 12 år inden han slap fri. Gruffudd fik indirekte hjælp fra kong Magnus Barfod af Norge, der kortvarigt angreb normannerne på Isle of Anglesey i det nordvestlige Wales nær Ynys Seiriol, hvor Hugh af Montgomery, 2. jarl af Shrewsbury blev dræbt.
Under Vilhelms fjerde søn, kong Henrik 1. af England, svarede normannerne, der nu var veletablerede i England, igen ved at skubbe mod vest ind i Wales. Denne gang var både waliserne og normannerne mere interesserede i at slutte fred end at udkæmpe blodige slag, og der udviklede sig en relativt stabil situation, selvom det gik værre for normannerne i syd end i den vestlige del af landet. Situationen blev oprethold indtil 1135 og frem til 1154, hvor kong Stefan af Blois, Henriks nevø og barnebarn af Vilhelm, blev opholdt af magtkampe og borgerkrig med Matilde af England, Henriks datter og eneste overlevende retmæssige barn.
I 1150'erne havde Matildas søn, kong Henrik 2. af England, besluttet at underkaste sig Waliserne ordentligt igen, og han ledede den første ekspedition ind i Wales i 1157. Han led dog et stort og ydmygende nedelag, særligt under slaget ved Ewloe ved Coleshill / Coed Eulo, hvor Henrik oplevede en total fiasko, og næsten blev dræbt under kampene, og hans hær flygtede. Han prøvede endnu en gang i 1163. En senere kilde beskriver, hvordan han fik erklæret en uklar form for troskab fra to af de mest magtfulde pinser af Wales, Rhys ap Gruffydd og Owain Gwynedd, samt kongen af Skotland. Dette blev katalysatoren til et oprør i Wales; Henrik led endnu et ydmygende nederlag under laget ved Crogen i Berwyn range. Henrik fik aldrig invaderet Wales med succes, og han blev nødsaget til at indgå et kompromis med Rhys ap Gruffydd for at få kontrol over syden.